# Everybody Wants Some!!
Everybody Wants Some!! è una canzone del gruppo musicale statunitense Van Halen, estratta come singolo dal loro terzo album in studio Women and Children First nel 1980.

## Il brano
La canzone si apre con un beat tribale di batteria su cui si inseriscono i vocalizzi di David Lee Roth e i fraseggi di chitarra di Eddie van Halen. Il brano divenne un punto fisso in tutti i concerti con David Lee Roth alla voce. Spesso, la band si fermava nel bel mezzo delle canzone e Roth cominciava a interagire con la folla per alcuni minuti prima di terminare il brano. Negli anni successivi, quando subentrarono gli altri cantanti Sammy Hagar e Gary Cherone, i Van Halen avrebbero usato il beat iniziale di batteria come introduzione a Panama.

## Nella cultura di massa
La canzone è stata utilizzata nella commedia Sapore di hamburger, nell'horror comico Benvenuti a Zombieland e nel film omonimo Tutti vogliono qualcosa (in originale intitolato Everybody Wants Some!!).

## Formazione
- David Lee Roth – voce
- Eddie van Halen – chitarra, cori
- Michael Anthony – basso, cori
- Alex van Halen – batteria